# Rue de Genève (Bruxelles)
Pour les articles homonymes, voir Rue de Genève.
La rue de Genève (en néerlandais : Genevestraat) est une rue bruxelloise à cheval sur la commune d'Evere et sur celle de Schaerbeek qui va du carrefour de la chaussée de Louvain et de l'avenue Jacques Georgin à l'avenue des Loisirs en passant par l'avenue du Fléau d'Armes, la rue Paul Leduc, l'avenue Frans Courtens, l'avenue Henry Dunant, l'avenue du Frioul et Tuinbouw.

## Origine du nom de la rue
Genève est la seconde ville de Suisse et le chef-lieu du canton de Genève.

## Adresses notables
à Evere

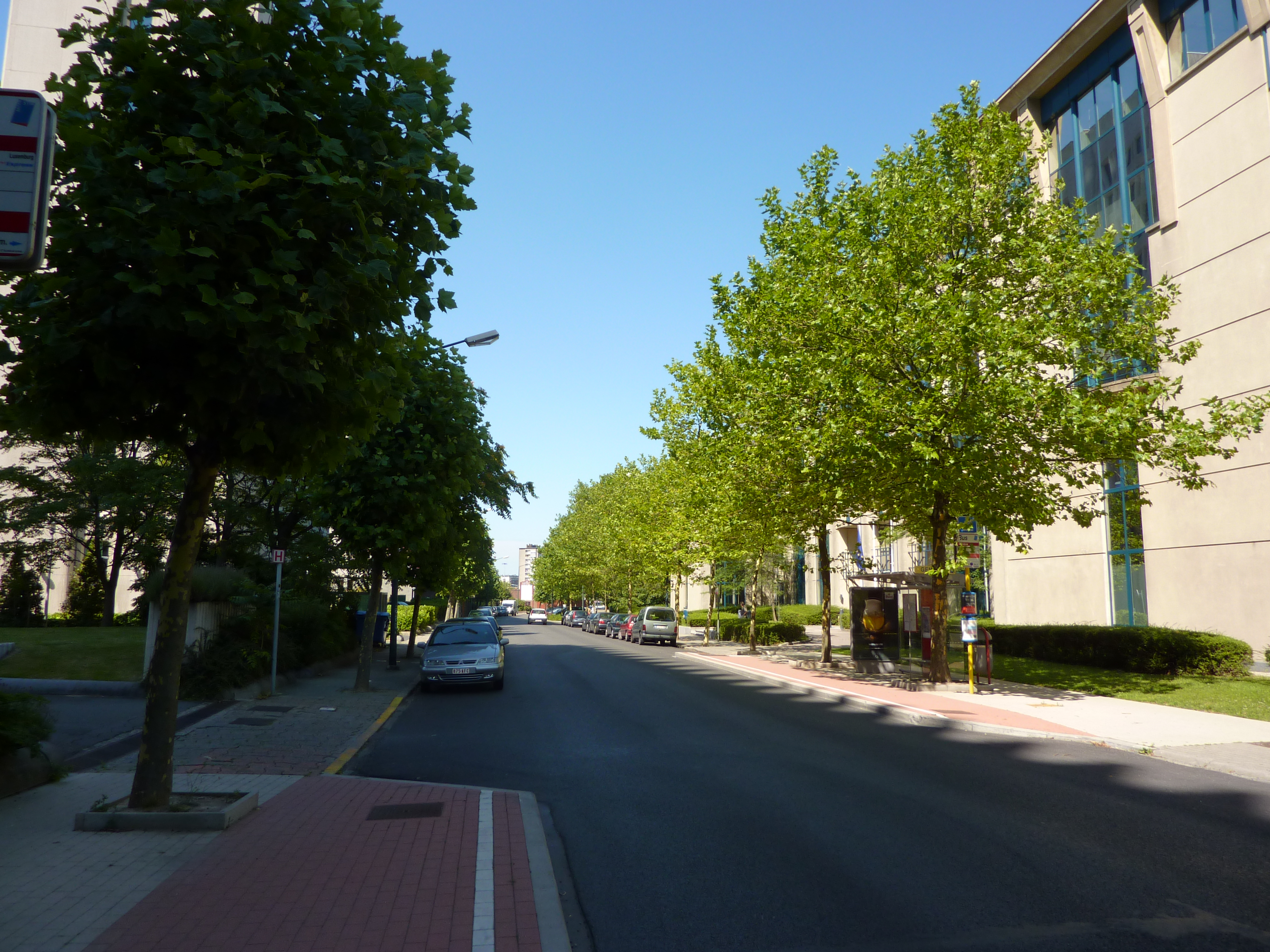
Rue de Genève à Evere

- nos 1-3-5 : Direction générale de la traduction de la Commission européenne[1]
- nos 6-8 : Direction générale de la traduction de la Commission européenne
- no 10 : Sony Music Entertainment Belgium
- no 12 : Direction générale de la traduction de la Commission européenne
- no 121 : anciennement, Solarium d'Evere (piscine non couverte)

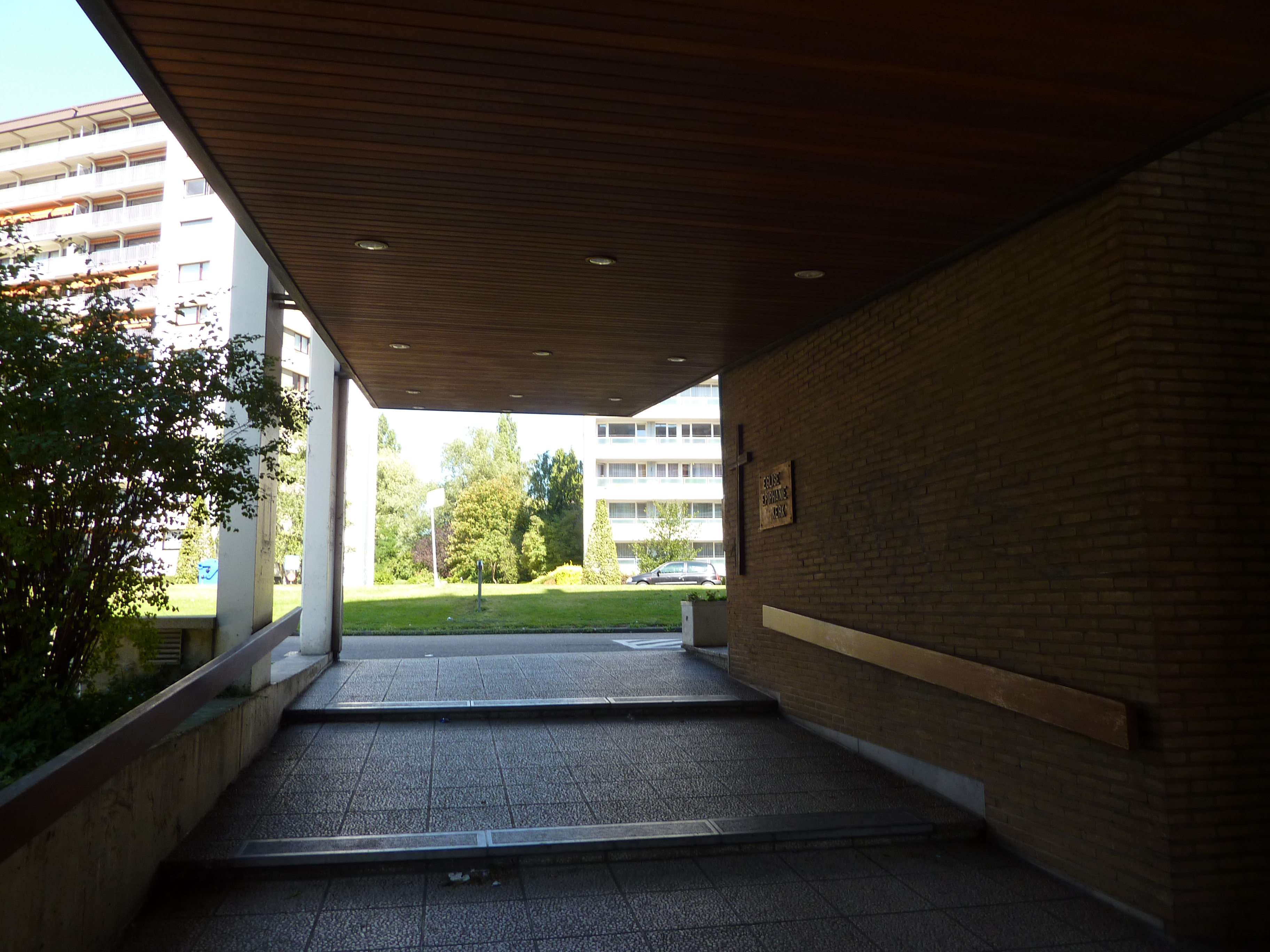
Église de l’Épiphanie

- no 175 : LN24 (Les News 24)

à Schaerbeek
- no 470 : église de l’Épiphanie